# La Chanson des bouilleurs de cru
La Chanson des bouilleurs de cru se réfère au bouilleur de cru ou « brandevinier », une personne habilitée à produire ses propres eaux-de-vie. Cette profession est maintenant en voie de disparition. Ce sont les descendants des soldats de Napoléon qui bénéficiaient du Privilège des bouilleurs de cru, leur permettant de produire leur propre alcool.

## Paroles
Je ne sais par quels sortilèges,
Cela se fit, bouilleurs de cru,
Mais votre pauvre privilège
Dans quelques jours aura vécu...
Sous l'alambic allez éteindre
Votre joli feu de sarments,
Mais vous auriez tort de vous plaindre,
Les gabelous seront charmants.
Vous peinez comme mercenaires
Et très chichement vous vivez
Pour faire honneur à vos affaires,
Encore à grand-peine arrivez;
Eh bien! Il faudra vous restreindre.
On vous trouve trop opulents;
Mais vous auriez tort de vous plaindre,
Les gabelous seront charmants.
Une fois faite la vendange,
Pour cuire le marc, il faudra
Que l'on verse au fisc en échange
L'argent que ce marc donnera;
D'ailleurs, il y a pour vous contraindre
Des papiers bleus, des verts, des blancs...
Mais vous auriez tort à vous plaindre,
Les gabelous seront charmants.
Vigneron, l'on te persécute
Jusqu'en ta vinée, et pourquoi,
Comme charbonnier dans sa hutte,
Ne serais-tu maître chez toi?
C'est que... Mais chut... va vite éteindre
Le feu...Ce sont eux que j'entends...
Mais garde-toi de te plaindre,
Tu verras qu'ils seront charmants.